# いつのりのちょっとそこまでオットット!
『いつのりのちょっとそこまでオットット！』は、2007年4月1日まで山陽放送運営のRSKラジオで放送されたラジオ番組。
番組タイトルの表記には揺れがあり、山陽放送公式サイト内でも本項の表題通りの表記と、感嘆符が二重になっている『いつのりのちょっとそこまでオットット!!』表記が混在していた。

## 放送時間
いずれも日本標準時。
- 日曜 12:15 - 13:00 [2]
- 日曜 12:10 - 13:00 [3]
- 日曜 11:30 - 12:30 [4]
- 日曜 10:00 - 11:00 [5]

## 出演者
- 井上いつのり
- 畠山洋子